# チアミンピロリン酸
チアミンピロリン酸（Thiamine pyrophosphate、TPP）またはチアミン二リン酸（thiamine diphosphate、ThDP）は、チアミンピロホスファターゼによって合成されるチアミン誘導体である。チアミンピロリン酸はチアミン（ビタミンB1）の活性型である。

## チアミンピロリン酸を補欠分子族とする酵素の例
- ピルビン酸デヒドロゲナーゼ複合体
- アルコール発酵でのピルビン酸デカルボキシラーゼ
- オキソグルタル酸デヒドロゲナーゼ
- 3-メチル-2-オキソブタン酸デヒドロゲナーゼ
- 2-ヒドロキシフィタノイルCoAリアーゼ
- トランスケトラーゼ